# مبادئ الفلسفة

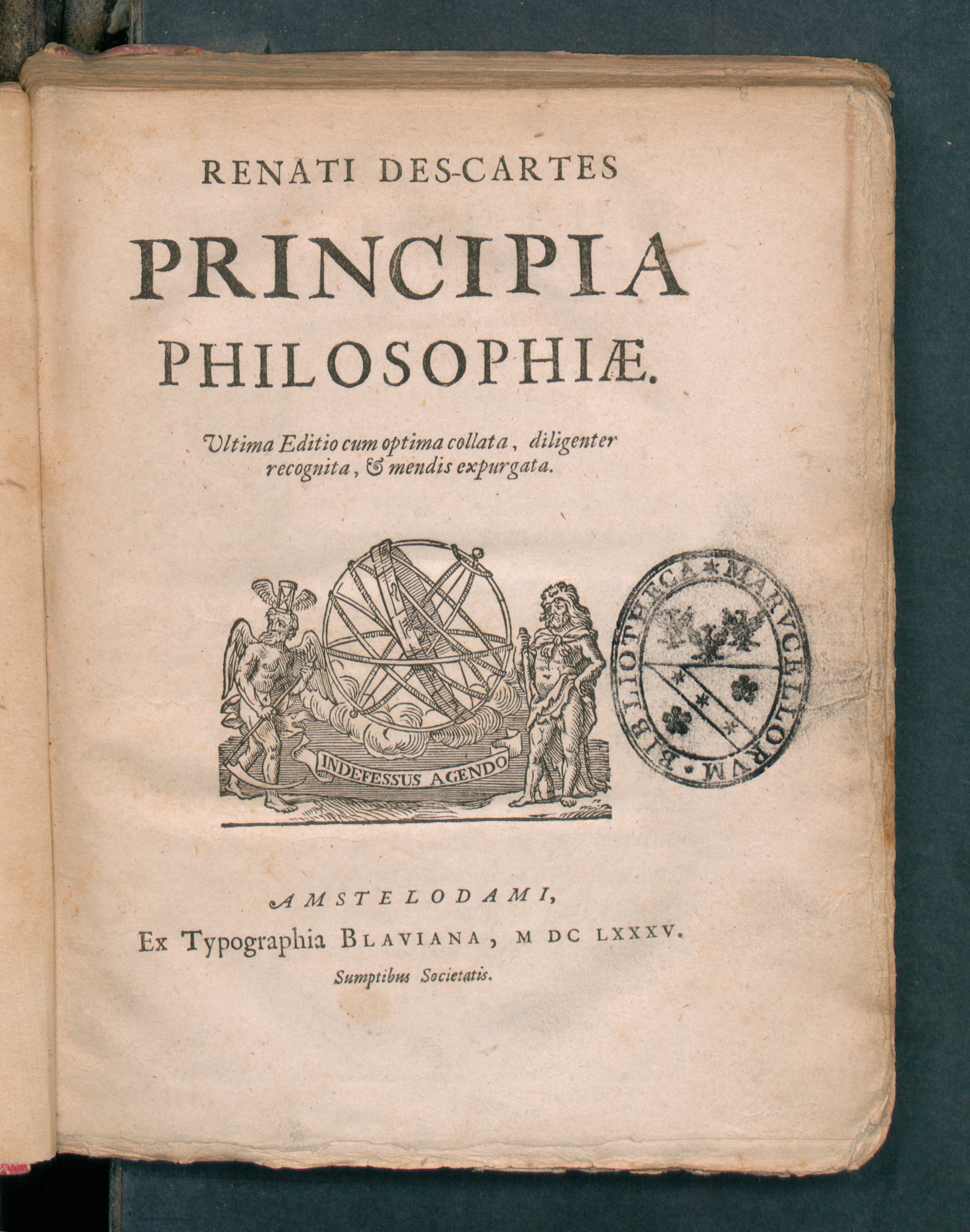
Principia philosophiae مبادئ الفلسفة، 1685

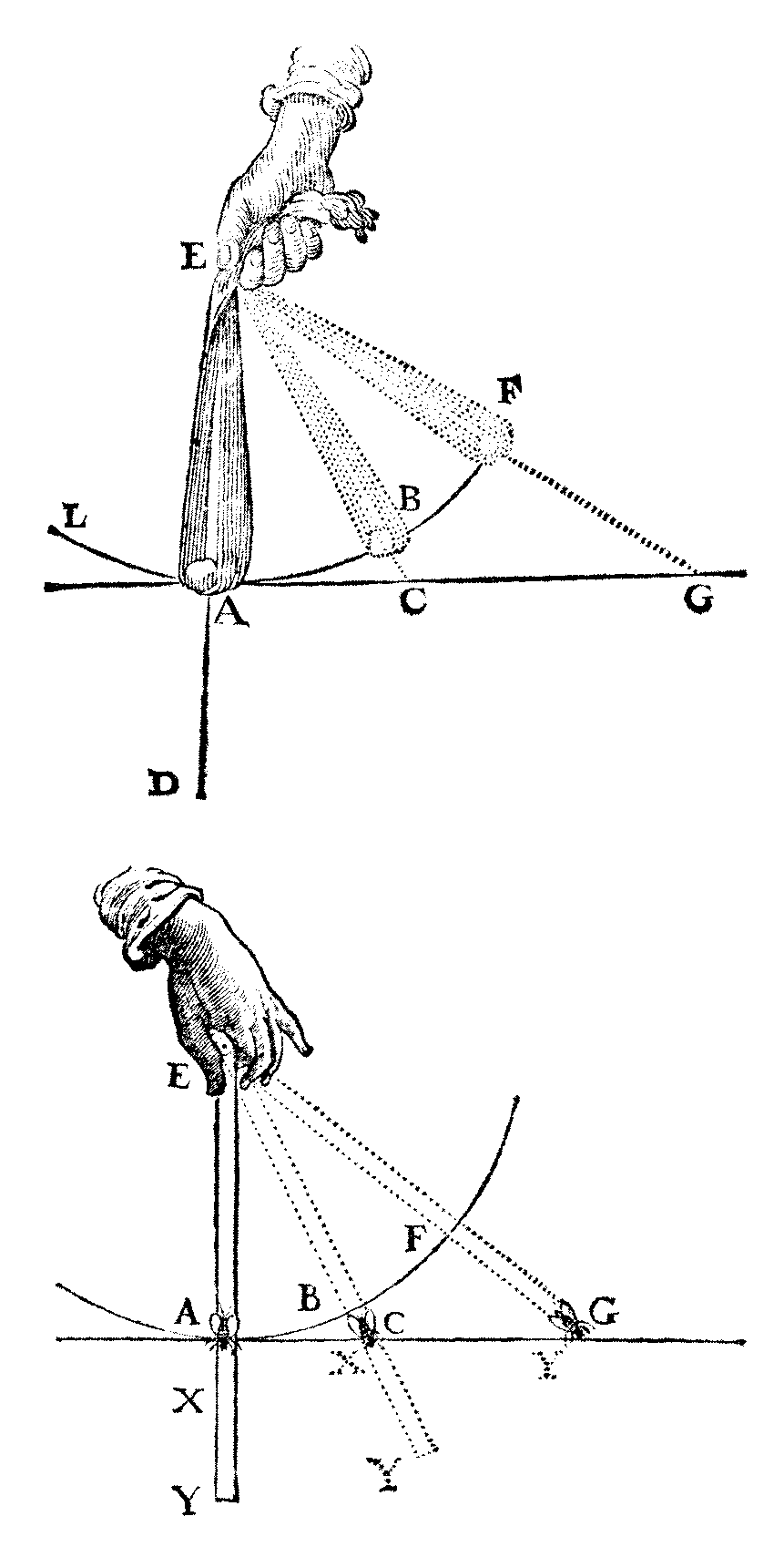
الرسم التوضيحي لحركة الكائنات من كتاب مبادئ الفلسفة

مبادئ العلوم الفلسفية ( (باللاتينية: Principia Philosophiæ)‏ ) كتاب لرينيه ديكارت. وهو فعليًا مزج بين كتابيه مقال عن المنهج وتأملات في الفلسفة الأولى  وقد كتبه باللغة اللاتينية، ونشر في عام 1644 وأهداه لصديقته إليزابيث بوهيميا. وصدرت النسخة الفرنسية بعنوان (Les Principes de la Philosophie) عام 1647. لقد حدد الكتاب مبادئ الطبيعة -قوانين الفيزياء- كما شاهدها ديكارت. وأبرزها مبدأ أنه في حالة عدم وجود قوى خارجية، فإن حركة الجسم ستكون موحدة وفي خط مستقيم. استعار نيوتن هذا المبدأ من ديكارت وأدرجه في مبادئه ؛ ولا زلنا حتى يومنا هذا، نشير عمومًا له باسم قانون نيوتن الأول للحركة.  وقصد ديكارت من الكتاب في المقام الأول أن يحل محل المناهج الأرسطية لتستخدم في الجامعات الفرنسية والبريطانية. وقدم في هذا العمل بيانًا منهجيًا عن الميتافيزيقيا والفلسفة الطبيعية، ويمثل أول تفسير ميكانيكي شامل حقًا للكون.

## مقدمة للطبعة الفرنسية
طلب ديكارت من Abbot Claude Picot أن يترجم كتابه Principia Philosophiæ اللاتيني إلى الفرنسية. كتب في هذه الطبعة مقدمة، متخفية كرسالة إلى المترجم، الذي يحمل عنوان «خطاب المؤلف إلى مترجم الكتاب، والذي يمكن استخدامه كتمهيد». تم نشر هذا في عام 1647، وهو بالفعل تاريخ فترة النضج الأخيرة من حياته. في هذه الكتابة، يصب ديكارت بعض الأفكار حول فكرته عن الحكمة والفلسفة، يمكن تلخيص محتواها على النحو التالي. 
- مفهوم الفلسفة: الفلسفة هي دراسة الحكمة، وتفهم على أنها القدرة على القيام بالأنشطة البشرية ؛ وكذلك المعرفة الكاملة لجميع الأشياء التي يمكن أن يعرفها الإنسان عن اتجاه حياته، والحفاظ على صحته، ومعرفة الفنون، الله وحده يملك الحكمة التامة، والرجل يكون حكيمًا إلى حد ما، بما يتناسب مع المعرفة التي لديه بأهم الحقائق.
- درجات المعرفة: يحدد ديكارت أربع درجات من المعرفة، سماها بأسماء شائعة، والخامسة التي وصفها بأنها عليا. تتكون الدرجة الأولى من مفاهيم واضحة يمكن الحصول عليها دون الحاجة إلى أي تأمل. الدرجة الثانية هي كل ما يتم تعلمه عن طريق الحواس. الثالث يشمل ما نتعلمه عند التحدث مع بشر آخرين. أما الجزء الرابع فيتألف مما يمكن أن نتعلمه من كتابات رجال قادرين على إعطاء تعليمات جيدة.
- الحكمة العليا: لقد كان هناك رجال عظماء في جميع الأوقات سعوا وراء حكمة أفضل وأكثر أمناً هي الدرجة الخامسة من المعرفة. لقد تألف ذلك من البحث عن الأسباب الأولى، وتمت تسمية أولئك الذين تابعوا هذا السعي بالفلاسفة، لكنه يعتقد أنه لم ينجح أحد حتى الآن.

- الشك واليقين: منذ أفلاطون وأرسطو كان هناك نقاش حول الشك واليقين. أولئك الذين فضلوا الشك وصلوا إلى أقصى درجات التشكيك في أكثر الأمور وضوحًا، والذين اعتمدوا اليقين اعتمدوا بشكل مفرط على الحواس، على الرغم من أنه قد تم قبول أن الحواس قد تضللنا، وفقًا لما قاله ديكارت، لم يعرب أحد حتى الآن عن أن الحقيقة لا يمكن أن تستند إلى الحواس، ولكن الفهم يقوم على تصورات واضحة.

- كتاب تأملات في الفلسفة الأولى Meditations on First Philosophy أو البحث عن الأسباب الأولى، أو الحقائق الأساسية، كما اضطلع بها ديكارت في هذا العمل، فشرح المبادئ الميتافيزيقية التي نبني عليها بقية المعرفة.
- شجرة الفلسفة: الفلسفة هي مثل الشجرة، التي تعود جذورها إلى الميتافيزيقا، وجذعها الفيزياء، وفروعها بقية العلوم، وخاصة الطب، والميكانيكا، والأخلاق التي تمثل المستوى الأخير من الحكمة. بالطريقة نفسها التي تثمر بها الشجرة في أجزائها الخارجية، توجد فائدة الفلسفة أيضًا في الأجزاء التي تم تعلمها في النهاية.

## نسخ وطبعات

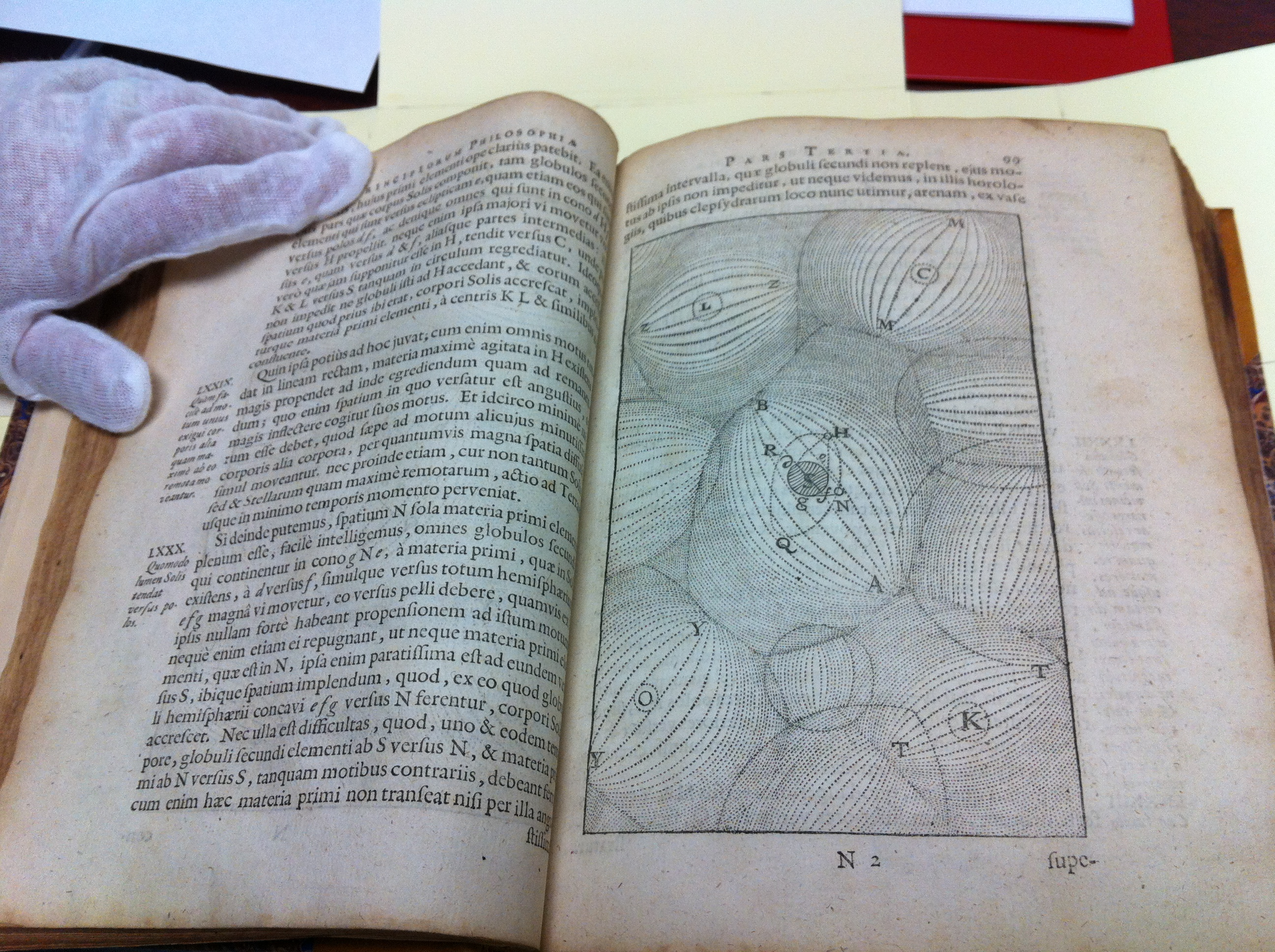
رينيه ديكارت 'Principia Philosophiæ.طُبعت هذه النسخة في عام 1656 ، وتمتلكها مجموعة الكتب النادرة التابعة لمعهد جنوب غرب البحوث في مكتبة توم سليك التذكارية في سان أنطونيو ، تكساس.

تعود ملكية نسخة من كتاب توم سليك النادر في معهد أبحاث الجنوب الغربي بتكساس إلى نسخة من كتاب " ديكارت مبادئ الفلسفة" مؤرخة في 1656.

## وصلات خارجية
- مبادئ الفلسفة ، تعديل لسهولة القراءة
- فلسفة Principia  . Amstelodami ، apud Ludovicum Elzevirium ، 1644. من قسم الكتب النادرة والمجموعات الخاصة في مكتبة الكونغرس